# Isabel Calduch
Isabel Josefina Calduch Rovira OSCCap (Alcalá de Chivert, provincia de Castellón, España, 9 de mayo de 1882 - Cuevas de Vinromá, Castellón, España, 13 de abril de 1937) fue una monja clarisa capuchina española. Murió mártir en la persecución religiosa durante la Guerra Civil Española, y es venerada como beata por la Iglesia católica.

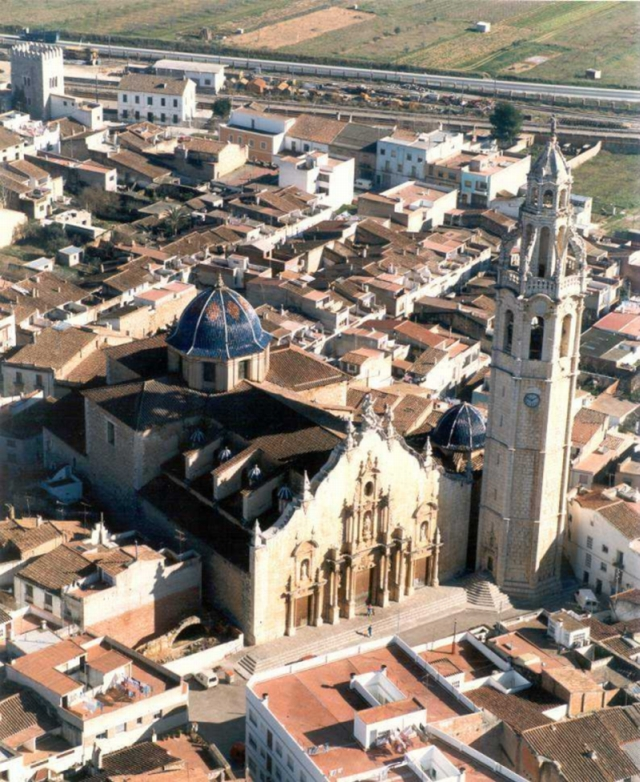
Vista de la iglesia de Alcalá de Chivert, localidad donde nació y se crio Isabel.

Fue la quinta y última hija de Francisco Calduch Roures y Amparo Rovira Martí, matrimonio muy religioso, y bautizada con el nombre de Josefina. Practicó la caridad desde joven.
Tuvo un noviazgo con un joven de su pueblo, aunque finalmente cambió de idea y quiso hacerse religiosa. En 1900 entró en el convento de Clarisas Capuchinas de Castellón de la Plana, donde profesó temporalmente con el nombre de sor Isabel el 28 de abril de 1901, y de forma perpetua el 30 de mayo de 1904.
Durante dos trienios fue maestra de novicias, cargo para el que fue reelegida para tres años más, pero cuando estalló la Guerra Civil dejó el monasterio, que fue cerrado, y se fue a su pueblo, donde vivía un hermano suyo que era sacerdote, Manuel. El 13 de abril de 1937, fue arrestada junto al padre franciscano Manuel Geli, por un grupo de milicianos. Fueron llevados al comité local de las Cuevas de Vinromá, donde fue fusilada al día siguiente junto al cementerio, siendo enterrada en el cementerio de la localidad. Su hermano fue asesinado poco después.
Fue beatificada en Roma el 11 de marzo de 2001 por el papa Juan Pablo II, junto a otros 232 mártires que también fueron asesinados durante la guerra. Su fiesta se celebra el 22 de septiembre.
En octubre de 2011, el convento de las clarisas capuchinas de Castellón de la Plana, donde se encontraba el osario de Isabel, iba a fusionarse con el que esta orden tiene en Barbastro. El traslado del convento se inició en junio, y las hermanas llevaron los restos de sor Isabel a su nueva residencia, lo que causó malestar, sorpresa y la queja del Obispado de Segorbe-Castellón y de las cofradías y fieles de la ciudad.